# Szent József-székesegyház (Bukarest)
A Szent József-székesegyház (románul: Catedrala Sfântul Iosif) a Bukaresti főegyházmegye érsek-metropolitai főtemploma a romániai Bukarestben. Védőszentje Szent József, akit IX. Piusz pápa 1870-ben az egyetemes egyház védőszentjévé nyilvánított; Ignatius Paoli püspök ezért választotta az új székesegyház patrónusává.
1873-tól 1883-ig épült Friedrich von Schmidt bécsi építész tervei szerint, túlnyomórészt neogótikus stílusban, de belső kialakítása még évekig tartott. Itt szentelték püspökké boldog Anton Durcovicit. Az érseki szék politikai okokból 30 évig betöltetlen volt; csak 1984-ben nevezték ki apostoli adminisztrátorrá Ioan Robut, Bukarest jelenlegi érsek-metropolitáját. 1999-ben II. János Pál pápa is meglátogatta a templomot. 1895-ben létrehozott plébániája eredetileg fél Bukarestre kiterjedt, jelenleg nagyjából a belvárost foglalja magába.
A templom zenei hagyományai több, mint 130 évre nyúlnak vissza. Kivételes akusztikájának és különleges orgonájának köszönhetően számos jelentős zenei eseménynek adott otthont. A romániai műemlékek jegyzékében a B-II-m-A-18132 sorszámon szerepel.

## Történelem

### Előzmények
Ignatius Paoli, miután 1870-ben elfoglalta Nikápolyi püspöki és havasalföldi apostoli vikáriusi székét, azonnal felismerte az egyházmegye legsürgetőbb szükségleteit: a hazai papság képzését és egy székesegyház felépítését. A ferencesek által alapított Barátok temploma zsúfolásig telt az Európa minden részéből érkezett katolikusokkal: kereskedőkkel, mesteremberekkel, diplomatákkal és üzletemberekkel, így a katolikusok számának növekedésé szükségessé tett egy tágasabb templomot. Míg a szemináriumot Paoli működése első évében létre tudta hozni, a székesegyház felépítése átívelte romániai tevékenységét.
A püspök 1872–1873-ban két telket vásárolt a pályaudvar és a királyi palota közötti városrészben. A forrást a Havasalföldről 1869-ben kivonult ferencesekről az apostoli vikariátusra szállt telek eladása biztosította, de az ingatlanvásárlás és az építész díjazása kimerítette az anyagi lehetőségeket, ezért Paoli hazai és külföldi támogatók (püspökök, katolikus egyesületek, plébániák, kolostorok és magánszemélyek) megszólításába kezdett. Az építési engedélyt 1873. július 17-én kapta meg a bukaresti városházától. Személyesen kereste meg Friedrich von Schmidt neves bécsi építészt, a templom stílusául pedig az olasz hazájára jellemző román stílust választotta, a keresztény Európa nagy székesegyházainak gótikus stílusával kombinálva. A templom méretei – 40 m hosszú, 20 m széles és 22 m magas – a jövőnek szóltak.

### Építés

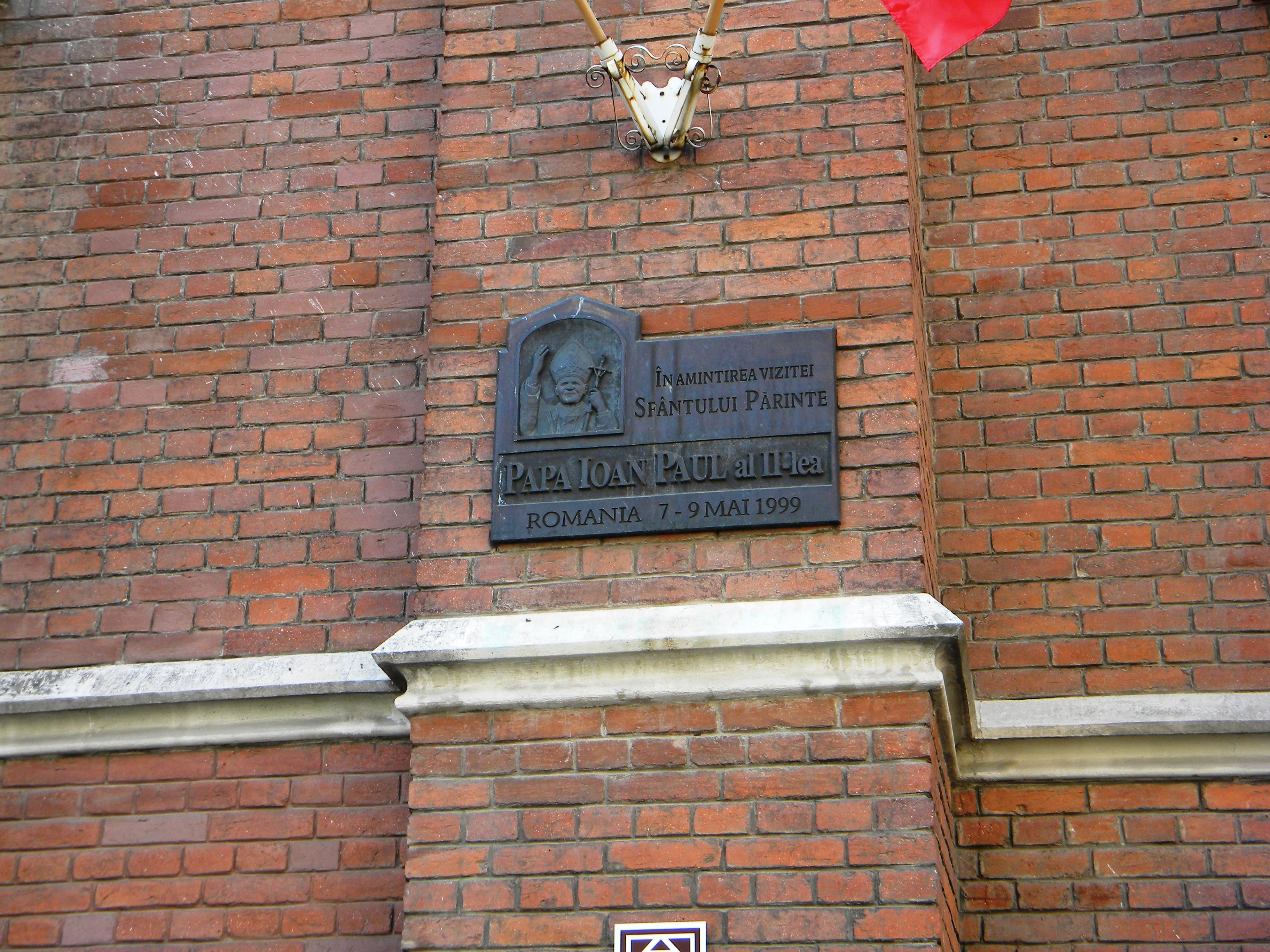
Emléktábla II. János Pál pápa 1999-es látogatásának emlékére

A tényleges építkezés a szentély alapozásával kezdődött, amit a Dublinból ezért érkezett szerzetes-építész, Alfons Zegers felügyelt. A gyenge talaj megerősítése a vártnál nagyobb költséget emésztett fel. 1875. szeptember 19-én került sor az alapkő letételére, melynek emlékét a Szűz Mária-oltár mellett márványtábla őrzi. A Románia függetlenségét hozó Orosz–török háború (1877–78) alatt az építkezés szünetelt, a püspök a forrásgyűjtésre és építőanyag-vásárlásra koncentrált. Az 1880-ban a főhajóval folytatódó építkezés felügyeletével Carol Benisch építészt bízták meg, az ácsmunkák vezetésével pedig Ioan Pongratz brassói ácsmestert.
Az épület végül 1883 végén készült el. 1884. február 15-én szentelte fel az időközben bukaresti érsekké kinevezett Paoli a román arisztokrácia neves személyiségei, a diplomáciai testület és számos állami vezető – köztük Ion Constantin Brătianu miniszterelnök – jelenlétében, ami a katolikus egyház elismerését jelentette az ortodox többségű országban.

### A működő székesegyház
A templombelső kialakítása ezután is folytatódott. 1888-ban épült fel a két mellékoltár, a burkolatok és a keresztút stációi, valamint a padok és székek. 1889-ben kiépült a meleglevegős fűtésrendszer. A székesegyház első orgonája 1892-ben készült el; ezt 1930-ban váltotta a ma is meglévő, a temesvári Wegenstein Lipót és Fiai Orgonagyár által épített orgona. Az első koncertet Franz Xaver Dressler adta rajta november 13-án, Mária román királyné és a Bukaresti Konzervatórium George Enescu vezette számos tanára jelenlétében.
1948-ban itt szentelték püspökké Anton Durcovicit, aki a kommunista börtönökben halt vértanúhalált, és 2014-ben boldoggá avatták. Az érseki szék politikai okokból 30 évig betöltetlen volt; csak 1984-ben nevezték ki apostoli adminisztrátorrá Ioan Robut.

### A rendszerváltás után

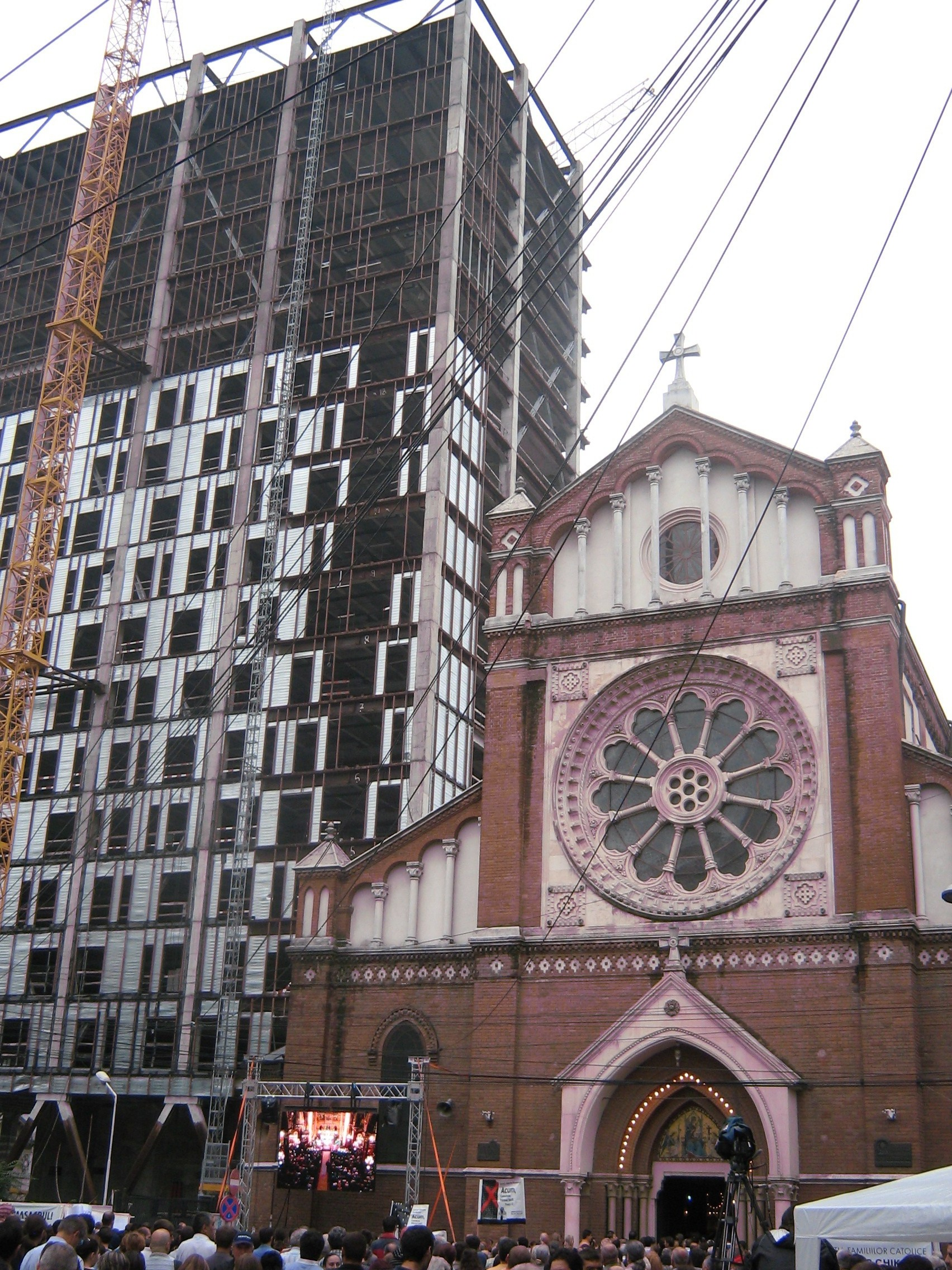
A Cathedral Plaza építése a székesegyház mellett, 2009-ben

Ioan Robu 1990-ben érseki kinevezést kapott, beiktatására Angelo Sodano jelenlétében kerül sor. Ugyanezen év május 1-jén Kalkuttai Teréz anya látogatott a székesegyházba, és nővérei le is telepedtek itt, hogy árva gyerekekkel foglalkozzanak. A templom többször szenvedett földrengéskárokat, a legsúlyosabbakat az 1977-es romániai földrengésben, amikor a belső berendezés jelentős része is elpusztult.
1999. május 8-án II. János Pál pápa romániai látogatása részeként részt vett a székesegyházban bemutatott görögkatolikus rítusú szent liturgián, ezzel a Szent József-székesegyház az ország egyetlen katedrálisa, amelyet pápa meglátogatott.
2006-ban kezdődött meg a Bukarest I. kerületi önkormányzat által kiadott építési engedély alapján, közvetlenül a székesegyház mellett a Cathedral Plaza nevű föld alatt négy, afölött húsz szintes, 75 m magas irodaház építése, mely ellenzői szerint illegálisan épült, és veszélyezteti a műemlék székesegyházat és a szintén műemlék érseki palotát. A Bukaresti főegyházmegye ezért egy hónapon belül jogi úton támadta meg az építési engedélyt. Az irodaház a tiltakozások ellenére 2011-ben elkészült és megnyitott. A Dâmbovița megyei törvényszék ugyanakkor 2012-ben törvénytelennek minősítette az építkezést, és úgy határozott, hogy a főpolgármesteri hivatal köteles elrendelni a bontást. Ennek ugyanakkor azóta sem szereztek érvényt, ezért az egyház perben próbálja érvényesíteni igazát. 2022 júliusában végül Nicușor Dan főpolgármester aláírta a bontásról szóló rendeletet.

## Épület

### Külső kép

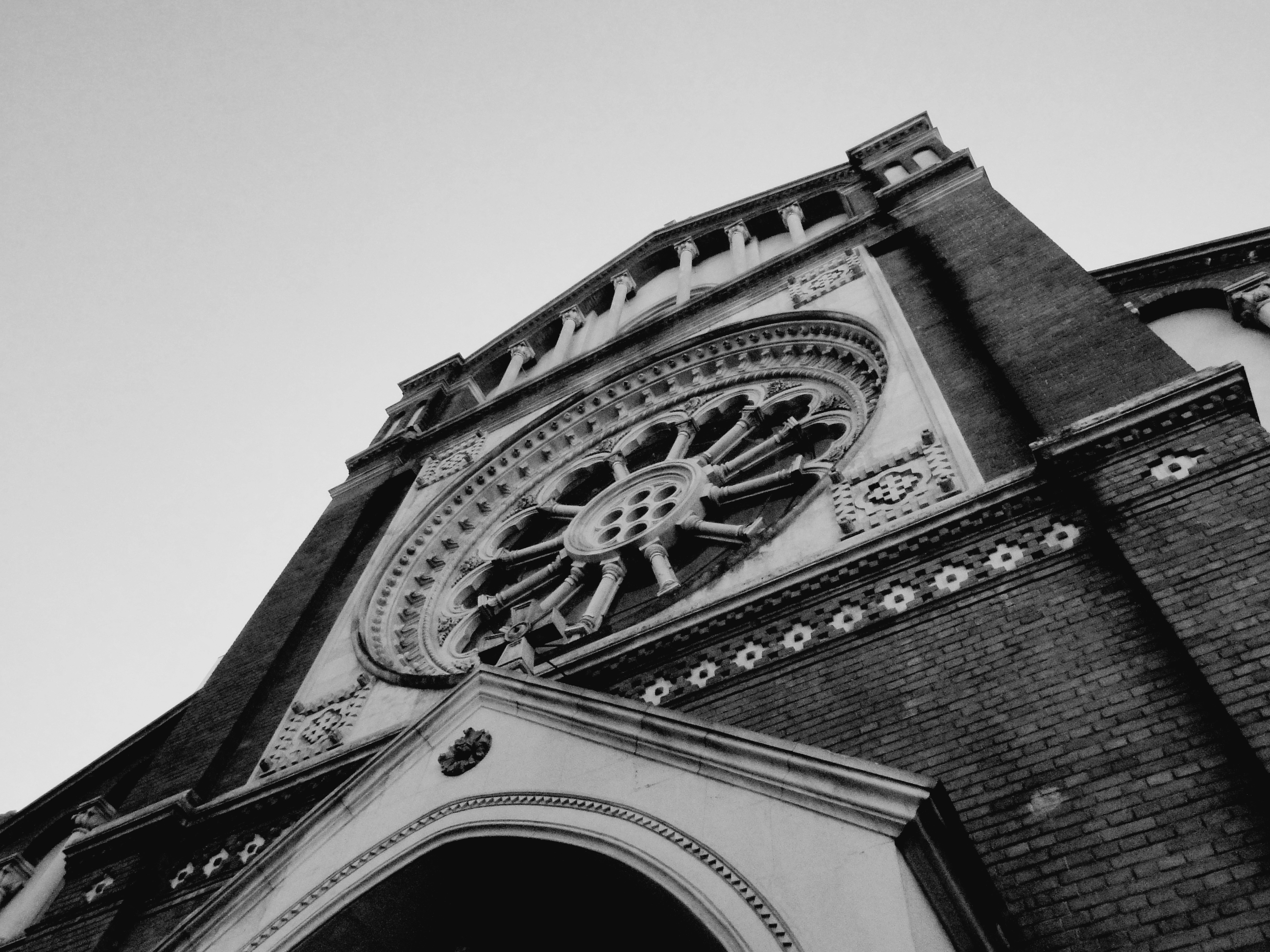
A főhomlokzat részlete a rózsaablakkal

A Szent József-székesegyház építészeti szempontból egy háromhajós templom nagy szentéllyel, mely Friedrich von Schmidt bécsi építész tervei alapján épült a korban elterjedt egyszerűsített neogótikus stílusban. A telek adottságai miatt a szentély nem keleti tájolású: az oltár dél felé néz, ezért napközben kapja a legtöbb fényt a szentély festett üvegablakain keresztül.
A főhajó és a párhuzamos mellékhajók közötti magasságkülönbség, a szentély és a szentélykörüljáró kidolgozottsága, a belső tér elosztása, a hatalmas rózsaablak a templom fő jellemzői. Csúcsíves, bélletes kapuját mozaik díszíti.
A vörös tégla és fehér kő kontrasztjára épülő főhomlokzat eredetileg más képet mutatott: a 19. századra jellemző gazdagsággal alkalmazta a gótikus megoldásokat. Az oromzatot megkoronázó kereszt karcsúbb volt, és két angyal tartotta; az oldalhajók peremét is gótikus díszítés zárta le. Ezek azonban egy 1944. áprilisi bombázás áldozatává váltak, akárcsak az eredeti festett üvegablakok.
Jóllehet valójában eklektikus képet mutat, a templom az itáliai gótika nyomait viseli magán: ennek jelei a térelrendezése, a tégla és kő kombinált használata, a csúcsívek, valamint a főhomlokzatra koncentráló díszítés.

### Belső tér
A székesegyház belső tere Friedrich von Schmidt, a tervező és Carol Benisch, a megvalósító munkáját dicséri. Méretei valójában kisebbek, mint amit a hajók között húzódó oszlopsorok sugallnak. A vörös, aranyozott oszlopfőkkel és -lábakkal díszített márvány-stukkó oszlopok csúcsíves boltozatokkal tartják a bazilikális elrendezés hagyományainak megfelelően a főhajót bevilágító ablaksorokat. A főhajó fölött a tetőszerkezet esetében egyszerűbb megoldást választott az építész, csak a szentély fölött épült boltozat. A templom elrendezésének és kialakításának köszönhetően a fény a szentélyben koncentrálódik. A szentélyt sokszögletű apszis zárja le.

## Plébánia
A Szent József-székesegyházi plébániát 1895-ben hozta létre Otto Zardetti érsek. Eredetileg hatalmas területre, nagyjából Bukarest felére terjedt ki. Újabb plébániák alapítása révén területe lecsökkent, mára nagyjából a belvárost foglalja magába. Külön plébániaépülete nincsen, papjai a püspöki palotában laknak.
Az egyházközség mintegy 570 családot, 1570 főt számlál. A plébánia területén működnek a „Gyermek Mária” kongregáció nővérei.

## Zenei élet
A templom zenei hagyományai több, mint 130 évre nyúlnak vissza. Kivételes akusztikájának és különleges orgonájának köszönhetően számos jelentős zenei eseménynek adott otthont.
A fellépő szólisták között volt Emilia Petrescu (szoprán), Vasile Jianu (fuvola), Mihai Constantinescu (hegedű), Martha Kessler (mezzoszoprán), Elena Cernei (mezzoszoprán), Valentin Tedorian (tenor), Steliana Calos (alt), Gabriel Croitoru (hegedű), Valentin Gheorghiu (zongora), Alexandru Moroșanu (cselló), Pompei Hărăşteanu (basszus), Liviu Prunaru (hegedű) és Alexandru Tomescu (hegedű).
Fellépett a székesegyházban többek között a Madrigál Nemzeti Kamarakórus Marin Constantin vezényletével, az Ambronay-i Barokk Együttes, a Bukaresti Nemzeti Zeneművészeti Egyetem BAROCkeri Zenekara Adrian Buciu vezényletével, a Rádió Akadémiai Kórusa Dan Mihai Goia vezényletével, a Rádió Kamarazenekara Horia Andreescu vezényletével, valamint a Szent Efrém Férfikar.